# 南郊街道 (温州市)
南郊街道是中华人民共和国浙江省温州市鹿城区下辖的一个街道办事处。
2015年8月15日，温州市人民政府批复同意调整南汇街道管辖范围，增设南郊街道。

## 行政区划
南郊街道下辖以下村级行政区划单位：
十里亭社区、三板桥社区、西屿社区、丽庆社区、东龙社区、吴桥社区和滨河社区。